# Salad Fingers
Salad Fingers es una serie de animación surrealista de terror psicológico británica hecha en flash creada por David Firth en julio de 2004 popular en internet desde 2005. El San Francisco Chronicle lo sitúa en el "top 10" de los fenómenos de cultura pop de ese año.
La animación gira en torno a un personaje llamado Salad Fingers, un humanoide flaco, verde, con problemas mentales que habita en un mundo desolado. A pesar de haber sido una animación muy conocida por su disponibilidad en Internet, Salad Fingers estrenó en Australia en el Sydney Underground Film Festival 2007 en el Factory Theatre. Los primeros siete episodios se presentaron contiguamente, junto con una variedad de otros cortometrajes, durante la sesión de "Re-animation".

## Personajes
- Salad Fingers: El personaje principal es un hombre jorobado calvo con la piel de color verde claro y sin nariz u orejas visibles, que habla con un distorsionado acento del Inglés del Norte. Sus largos dedos, en forma extraña, son su característica más notable. Ellos fueron el foco del primer episodio de la serie, donde se muestra a Salad Fingers obtener placer de frotar diversos objetos, particularmente los oxidados metálicos como cucharas, un panel de puerta, y un hervidor de agua. Salad Fingers es incapaz o no quiere distinguir entre seres vivos y objetos inanimados, y se ha encontrado con frecuencia hablando con varios artículos inertes (en particular, sus títeres de dedo y en dos casos un cadáver humano). También habla con la radio en un episodio. Además, a menudo le asigna a tales objetos nombres propios y parece creer estos pueden comunicarse directamente con él, a veces para expresar sus pensamientos percibidos a sí mismo.

Vive solo en una pequeña choza (que contiene, entre otras cosas, un horno, un dormitorio, armario de seguridad, radio, teléfono y mesa) con el número 22 en la puerta. Salad Fingers tiene tendencias masoquistas, pues se le puede ver teniendo el placer de empalar su dedo en un clavo, frotar las ortigas en sí mismo o pisar una trampa para osos. Sus talentos incluyen tocar la flauta y ser francófono. También parece ser capaz de usar el código Morse, como se muestra en el episodio nueve, donde se debe informar a los demás de una extraña enfermedad que tiene (que se refiere a la fiebre como la grana). Él es bastante elocuente, sin embargo a menudo brota dichos y frases en inglés peculiares en situaciones en las que no cabe ni siquiera parecen relevantes.
Salad Fingers retoma diversos hábitos, incluyendo una medición regular de la distancia entre su casa y un árbol, degustación de la suciedad ("piso sin azúcar"), y escuchar la radio. A veces también muestra una respiración asmática-como ronca cuando se convierte en algo o hipnotizado con experiencias de placer extremo. El nombre de "Salad Fingers" fue inventado por el coescritor de Firth, Christian "Crust" Pickup, que describió Firth como alguien que tiene dedos de ensalada mientras toca la guitarra.
- Hubert James Cumberdale (Barbara Logan-Price), Marjory Stewart-Baxter y Jeremy Fisher: Los títeres de dedo que, después de su introducción en el episodio 2, han sido sólo faltan en el episodio cuatro de la serie. A menudo aparecen en las fantasías de Salad Fingers como seres de tamaño natural. Jeremy Fisher se piensa que es el nombre del libro de Beatrix Potter "The Tale of Mr. Jeremy Fisher". En el episodio 2, Salad Fingers probó estos títeres, alegando que Hubert Cumberdale sabe como "hollín y caca" y Marjory Stewart-Baxter sabe a "polvo de sol". Jeremy Fisher no está probado, pero es revisitado en un episodio posterior. Salad Fingers se ha referido también a Jeremy Fisher como alguien que ha estado fuera luchando "La Gran Guerra". En el episodio 5, Hubert Cumberdale se renombra temporalmente Barbara Logan-Price (y se le dio un "amigo sombrero", que es en realidad una gorra Navy). En el episodio 6, Salad Fingers se come a Jeremy Fisher en un momento de olvido, y el títere no ha comparecido ni ha sido mencionado ya, lo que indica que él fue asesinado (en realidad estaba comiendo otro clon de sí mismo). En el episodio 8, Salad Fingers llama a Cumberdale un "inmigrante sucio" después de derribarlo en un orinal. En el episodio 9, Salad Fingers habla con Stewart-Baxter como si ella fuera su compañera y madre de su "hijo", Yvonne.

- Harry/Milford Cubicle:  Aparece en el episodio 3, Cubicle es un humano mutante agresivo sin brazos que lleva un delantal que lo identificaba como empleados en una "barbacoa". Aunque su nombre de la etiqueta lee "Harry" e indica que está "feliz de ayudar", Salad Fingers lo llama Milford Cubicle. Él muere desangrado después de golpear repetidamente la cabeza en la puerta de Salad Fingers. Salad Fingers entonces lo encuentra y lo arrastra dentro de su casa y lo cuelga en un gancho de carne, creyendo que está vivo y consciente. Él se ve ya descompuesto en el episodio 10 y, finalmente, termina en ese episodio como un esqueleto.

- Bordois: Aparece en el episodio 4, Bordois es una cochinilla que Salad Fingers mata accidentalmente al tratar de acariciarla. Él se refiere a ella como "hermanita". Una vez que él la aplasta, dice "Has estado plana, hermanita. Y ya está todo pegajoso. No voy a jugar contigo otra vez hasta que hayas tenido un lavado".

- Tía Bainbridge: Aparece en el primer episodio y en el episodio 9, es una persona de color amarillo de ojos saltones con una camisa verde que posee muchos objetos oxidados (que Salad Fingers siempre toca) y una pequeña casa. Mientras Salad Fingers lo llama Tía Bainbridge en el noveno episodio, él también lo llama "niño pequeño" en el primer episodio, dando a entender que no, de hecho, sabe nada en absoluto. Esto se evidencia aún más cuando ella se aleja de Salad Fingers cuando trata de abrazarla en el noveno episodio. Es difícil decir si se trata de una persona y cuál es su sexo.

- Mable: Aparece en el episodio 5, Mable es una niña arañada, asustada, sucia y llena de cicatrices, que va a un pícnic con Salad Fingers. Ella es el primer personaje distinto de Salad Fingers que pueden comunicarse en Inglés, Cuando Salad Fingers la ve en la consternación, ella le pregunta "¿Qué pasa?", Y, posteriormente, Salad Fingers se muestra alucinando viéndola con los ojos arrancados, mientras  le pregunta "¿Qué pasa, Mr. Fingers? ¿No te gustan las palabras que salen de mi boca?".

- Tony: Una pequeña criatura mutante de ojos grandes, grotesco, que se enamora de Salad Fingers en el episodio 4. Tiene una gran puntada a través de su frente, y como tal, muchos se refieren a ella como "la puntada de cabeza". Este personaje fue creado originalmente por Jimi Hollis, quien se refiere a él como el "chico de ojos saltones". Utiliza una trampa de oso y un grifo sucio para capturar Salad Fingers, luego lo enjaula y  le propone matrimonio con un anillo cubierto con un molar humano.

- Kenneth: Un cadáver en descomposición que se encuentra en un hoyo (uno que al parecer fue desenterrado por completo bajo la marioneta de dedo de Salad Fingers, Hubert Cumberdale) Salad Fingers afirma que es su hermano menor, y le invita a cenar hasta que finalmente lo pone de vuelta mientras cantaba "Nos volveremos a ver".

- Roger: Aparece en el episodio 8, Roger es una radio rota que habla de una manera agresiva robótica y asusta a Salad Fingers en el armario dos veces. Roger, según Salad Fingers, se debe dar 'sustento' (en forma de pequeñas bolitas marrones que parecen ser frijoles o canicas). Esta angustia causada por la radio le hace comer su colección de cabello.

- Horace Horsecollar: Un caballo de juguete con el que Salad Fingers se entrega a sus sentidos. Posiblemente la inspiración del caballo que consigue ser atacado salvajemente en el episodio 10.

- Mr. Branches: Un árbol a 21 metros de la casa. Salad Fingers mide esta distancia y, a continuación, comenta al árbol que está "casi arrastrando los pies una pulgada toda la semana" - lo que implica que se mueve (o, al menos, lo percibe) y que mantiene regularmente un seguimiento de esta medida. En el episodio 9, Salad Fingers muerde una de sus ramas, haciendo que llore de dolor (Salad Fingers imaginándoselo con una cara). Salad Fingers plantea que en su interior es la voz de un niño pequeño, pero le dice que tiene que "crecer fuera de sus ramas" primero. Mr. Branches luego procede a envolver a Fingers con una rama alrededor de su estómago, aunque se da a entender que toda esta escena era una fantasía, y no la realidad.

- Yvonne: Un objeto viscoso negro que Salad Fingers "da a luz a" fuera de la parte delantera de su estómago en el episodio 9. El objeto puede ser un tumor que se ha causado Salad Fingers. Se da a entender que es su hijo tan esperado, diciendo que "anhelaba que llegara el día". Él acuna y le lee un poema, durante el cual se le asigna el nombre de "Baby Yvonne" y le dice a ella que tiene los ojos de su madre, cuando en realidad no tiene rasgos humanos en absoluto. Descontento con ella, Salad Fingers decide dársela a la Tía Bainbridge, pero termina por olvidar que es su hija. Luego procede a limpiar la ventana de la Tía Bainbridge, creyendo que es una esponja. Después de "lavado" de la ventana (cuando en realidad en realidad deja más sucio que antes cubriéndola con residuo negro), Salad Fingers toma una "pausa para el almuerzo" y se ve comiendo un sándwich con una taza de café cerca.

- Dr. Papanak: Un títere de Salad Fingers que encuentra en los restos de basura en el episodio 10, sobre la que tiene mucho menos control que cualquier otro títere. Se le ve (aunque sólo sea en la mente de Salad Fingers) brotar cuchillos en un caballo salvaje.